# Unbroken
«Unbroken» — другий студійний альбом американської співачки Кетрін МакФі. В США вийшов 5 січня 2010. Станом на січень 2011 альбом продався у 45,000 копій в США.

## Список пісень

### Стандартна версія
| #     | Назва                                 | Автор                                                  | Тривалість |
| ----- | ------------------------------------- | ------------------------------------------------------ | ---------- |
| 1.    | «It's Not Right»                      | Lucie Silvas, Gary Go                                  | 03:54      |
| 2.    | «Had It All»                          | Кара ДіоГуарді, Mitch Allan, Девід Ходжес              | 03:06      |
| 3.    | «Keep Drivin'»                        | Кетрін МакФі, Chris Tompkins, Rachael Yamagata         | 03:57      |
| 4.    | «Last Letter»                         | Кетрін МакФі, Barry Dean, Luke Laird                   | 03:20      |
| 5.    | «Surrender»                           | Кетрін МакФі, Ingrid Michaelson, Marshall Altman       | 03:42      |
| 6.    | «Terrified» (разом з Джейсоном Рівес) | DioGuardi, Jason Reeves                                | 03:56      |
| 7.    | «How»                                 | Silvas, Mike Busbee, Alex James                        | 03:32      |
| 8.    | «Say Goodbye»                         | Troy Verges, Aimee Mayo, Chris Lindsey, Гілларі Ліндсі | 03:46      |
| 9.    | «Faultline»                           | Silvas, Shridhar Solanki, Rachel Thibodeau             | 04:14      |
| 10.   | «Anybody's Heart»                     | Кетрін МакФі, Dean, Laird                              | 03:21      |
| 11.   | «Lifetime»                            | Кетрін МакФі, Boots Ottestad                           | 03:11      |
| 12.   | «Unbroken»                            | Кетрін МакФі, Paula Cole                               | 04:17      |
| 13.   | «Brand New Key»                       | Melanie Safka                                          | 02:59      |
| 47:15 |                                       |                                                        |            |

### Бонусні пісні (ексклюзив дляiTunes)
| #  | Назва                        | Автор          | Тривалість |
| -- | ---------------------------- | -------------- | ---------- |
| 1. | «Takes a Lot of Love»        | Richard Harris | 04:15      |
| 2. | «Help Me»                    | Joni Mitchell  | 03:28      |
| 3. | «I'll Be Home For Christmas» |                | 03:18      |
| 4. | «Had It All» (кліп)          |                | 03:10      |

### Додатковий матеріал на CD/DVD (ексклюзив для Target)
- «Had It All» (кліп)
- Створення альбому
- Створення кліпу «Had It All»
- Створення фотосесії для альбому
- Фотогалерея/Монтаж
- Коментування пісень від Кетрін МакФі

## Сингли
- «Had It All» — для продажу по інтернету сингл вперше з'явився 25 серпня 2009, а 21 вересня того ж року вперше вийшов на радіо. На «Billboard's» Adult Contemporary пісня посіла 22 місце. Станом на серпень 2010 пісня продалася у 29,000 копій в США.[8]

### Рекламні сингли
- «Say Goodbye» — для продажу по інтернету пісня вперше з'явилася 15 вересня 2009. На теперішній час продалась у 7,000 копій.[9]
- «Lifetime» — для продажу по інтернету пісня вперше з'явилася 10 листопада 2009. На теперішній час продалась у 5,000 копій.
- «How» — для продажу по інтернету пісня вперше з'явилася 21 грудня 2009. На теперішній час продалась у 9,000 копій.

## Чарти і продажі
| Чарт (2010)   | Місце | Продажі |
| ------------- | ----- | ------- |
| Billboard 200 | 27    | 45,000  |